# 季鎬
季鎬（1490年—？），字興周，山西沈阳中护卫軍籍（潞州長治縣）浙江龍泉縣人，明朝政治人物，同進士出身。

## 生平
治《礼记》，行一，正德十一年（1516年）丙子科山西鄉試第四名舉人，曾任河南汲县学教谕，年三十四歲中式嘉靖二年（1523年）癸未科會試第十六名，第三甲第十七名進士。任直隶真定府推官。

## 家族
曾祖季彦德。祖父季敬宗。父季政。嫡母闵氏；生母陳氏。具庆下。